# Les Sept Chemins du couchant
Les Sept Chemins du couchant (Seven Ways from Sundown) est un film réalisé par Harry Keller et sorti en 1960.

## Synopsis
Seven, récemment entré chez les Rangers, et le sergent Henessey ont pour mission de retrouver un dangereux bandit, Jim Flood. Durant leurs recherches, Henessey apprend à Seven que Flood est loin d'être un criminel sanguinaire, mais qu'il attire irrémédiablement la sympathie de chacun. Ce qu'ignore Seven, c'est que Jim Flood a tué autrefois son frère, lui aussi ranger, et lui aussi lancé à sa poursuite...

## Fiche technique
- Titre : Les Sept Chemins du couchant
- Titre original : Seven Ways from Sundown
- Réalisation : Harry Keller
- Scénario : Clair Huffaker, d'après son roman éponyme
- Chef-opérateur : Ellis W. Carter
- Musique : Irving Gertz, William Lava
- Montage : Tony Martinelli
- Décors : George Milo
- Production : Universal Pictures
- Durée : 96 minutes
- Date de sortie : États-Unis 25 septembre 1960

## Distribution
- Audie Murphy (V. F. : Jacques Thébault) : Seven Ways from Sundown Jones
- Barry Sullivan (V. F. : Yves Furet) : Jim Flood
- Venetia Stevenson (V. F. : Françoise Dorléac) : Joy Karrington
- John McIntire (V. F. : Claude Péran) : Sergent Henessey
- Kenneth Tobey (V. F. : Jacques Beauchey) : Lieutenant Herly
- Mary Field (V. F. : Renée Simonot) : Mrs Karrington
- Ken Lynch (V. F. : Jacques Deschamps) : Graves
- Suzanne Lloyd (V. F. : Marcelle Lajeunesse) : Lucinda
- Jack Kruschen (V. F. : René Blancard) : Beeker
- Teddy Rooney : Jody
- Don Haggerty (V. F. : Philippe Nyst) : Dick Durton
- Robert Burton (V. F. : Raymond Rognoni) : Eavens

Source et légende : Version française (V. F.) sur Objectif Cinéma

## Autour du film
- Curieusement, le nom du personnage interprété par Audie Murphy est le titre du film. En effet, celui s'appelle "Seven Ways from Sundown Jones", car son père, ayant eu sept fils, leur donnait à chacun un numéro, agrémenté d'un surnom poétique.